# Норвезька антарктична експедиція (1910—1912)
Норвезька антарктична експедиція (1910—1912) — експедиція, очолювана Руалем Амундсеном, в ході якої 14 грудня 1911 року було підкорено Південний полюс. Цей день вважається відкриттям Південного полюса.

## Учасники експедиції
Штурманом судна «Фрам» був Олександр Кучин. У складі експедиції на чолі з Руалем Амундсеном також були Оскар Вістінг, Гельмер Гансен, Сверре Гассель, Олаф Бйоланд.

## Хід експедиції
У 1909 році Амундсен вирішив повторити дрейф Нансена. Він придбав старе, та ще міцне судно «Фрам» і готував експедицію з метою підкорення Північного полюсу. Паровий двигун «Фрама» було замінено чотиритактним чотирициліндровим дизельним двигуном. Під час підготовки дізнався, що на Північному полюсі вже побували Фредерік Кук і Роберт Пірі. Тоді, не вагаючись, у 1910 році Руаль Амундсен спрямував експедицію на Південний полюс. Про своє рішення капітан оголосив команді, коли «Фрам» був уже в Атлантичному океані. Він згадував:
|  | Щоб підтримати мій престиж полярного дослідника, мені необхідно було якомога швидше досягнути будь-якого іншого сенсаційного успіху… я повідомив моїм товаришам, що оскільки Північний полюс відкритий, то я вирішив йти на Південний. |

«Фрам» дійшов до останньої відправної бази у Китовій бухті і організували там табір «Фрамгайм» 14 січня 1911 року. Експедиція поповнила запаси і попрямувала на південний схід. Амундсен намагався зайти у море Росса, яке найдальше заходило в Антарктиду.
На березі Антарктиди розбили табір і зупинилися на зимівлю, відіславши «Фрам» у нижчі широти. Вибираючи місце, Амудсен використав свій великий полярний досвід у обох півкулях. Розпочалась підготовка до майбутнього походу. Було організовано три продовольчих склади по дорозі до полюса. Біля кожного складу з обох боків мандрівники поставили високі жердини з прапорами. Так пройшла довга полярна ніч.
Вся подорож Амундсена до Південного полюса і назад тривала 99 днів. Маршрут Експедиції був на 100 км коротшим маршруту, обраного Шеклтоном і Скоттом. Перша спроба походу на Південний полюс була зроблена 8 вересня 1911 року. У перший полярний загін входили 8 осіб: Амундсен,  Вістінг, Ялмар Йогансен, Гансен, Олаф Бьоланд, Крістіан Преструд, Йорген Стубберуд і Сверре Гассель. Похід був невдалим: при температурі -56 °C лижі не ковзали, а собаки не могли спати.
Полярники вирішили дістатися до складу на 80 ° пд. ш., розвантажити там нарти і повертатися у «Фрамгайм». 15 вересня Амундсен, а за ним інші учасники експедиції повернулися назад до табору. 19 жовтня 1911 року експедиція на чотирьох санях (кожні вагою до 400 кг), запряжених тринадцятьма собаками в кожних, вирушила у дорогу. Амундсен і четверо його супутників на лижах рухалися за чотирма навантаженими саньми. Спочатку шлях проходив по сніговій рівнині. Стало складніше, коли досягли льодовика з його ущелинами і гребенями. На 85-й паралелі шельфовий льодовик закінчився, дорога пішла круто вгору засніженими схилами. Сходження у гори значно сповільнювало рух. Нарешті вони вийшли на великий льодовик, який пізніше назвали льодовиком Акселя Гейберга — спонсора експедиції, який пожертвував велику суму для її організації.
На початку підйому мандрівники влаштували головний склад  з їжею, розрахований  на 30 днів. За цей термін Амундсен планував дійти до Південного полюса і повернутися назад до головного складу. На весь   шлях   залишили продовольство з розрахунку на шістдесят днів. Між 80 і 85° південної широти через кожен градус було влаштовано склади з паливом і харчами. Щоб їх легко було знайти, були поставлені з обох боків віхи — прапори. Коли частина запасів була вичерпана, Амундсен дав розпорядження убити зайвих собак. Таким чином були забезпечені їжею решта собак. Учасники експедиції також використовували м'ясо для приготування супів і котлет.
14 грудня 1911 року учасники експедиції досягли полюса. Він був на висоті близько 3000 м над рівнем океану. Мандрівники встановили норвезький прапор.
У щоденнику норвезький вчений докладно описав прибуття на Південний полюс.
|  | Зранку 14 грудня була чудова погода, ніби створена для прибуття на полюс... Опівдні ми досягли 89° 53' за будь-якими розрахунками і приготувалися пройти решту шляху за один захід... Ми просувалися цього дня так само механічно, як завжди, майже мовчки, але все більше заглядаючи вперед... О третій після полудня одночасне "Стій" пролунало від погоничів. Вони ретельно оглянули прилади, які всі показували повну відстань — Полюс, на нашу думку. Мету було досягнуто, шлях скінчився. Я не можу сказати — хоча знаю, що це пролунало б набагато переконливіше — що я досягнув мети свого життя. Це було б романтично, але занадто прямолінійно. Я хочу бути чесним і можу припустити, що я ніколи не бачив людину, що знаходилася б у більш діаметрально протилежній позиції до своєї мети та бажань, ніж я на ту мить. |

Три доби мандрівники пробули на полюсі, проводячи спостереження. Вони залишили невеликий намет сіро-коричневого кольору, над наметом укріпили норвезький прапор, а під ним — вимпел з написом «Фрам». У наметі Амундсен залишив листа норвезькому королю Гокону VII з коротким звітом про похід і послання своєму супернику — Скотту.
Амундсен назвав плато, на якому знаходиться полюс, на честь норвезького короля Гокона VII, а свій табір Пульгайм («Полярний дім»).
За подорож норвежці подолали три тисячі кілометрів. Із п'ятдесяти двох собак повернулися одинадцять. 7 березня 1912 року у місті Гобарт на острові Тасманія Амундсен сповістив світові про відкриття і вдале повернення експедиції. Руаль  Амундсен після повернення став знаменитим. За три роки він придбав аероплан і став першим норвезьким цивільним пілотом.

## Результати експедиції
Під час експедиції були отримані важливі наукові результати. Вчені обстежили Трансантарктичний хребет. Взяті геологічні зразки підтвердили припущення Амундсена про протяжність гір. Експедиція дослідила поверхню шельфового льодовика Росса, південнополярні плато і Півострів Едуарда VII. Було зібрано великий комплекс метеорологічних даних. Перебуваючи на судні «Фрам», було проведено низку важливих океанографічних і гляціологічних досліджень. Експедиція проходила в гострій конкурентній боротьбі з англійською експедицією «Терра Нова» Роберта Скотта. Головним успіхом Амундсена було підкорення Південного полюса 14 грудня 1911 року. Команда Скотта дісталася до полюса за 33 дні і загинула на зворотному шляху, не дійшовши до бази 264 км.